# Fußball-Landesliga Westpfalz 1951/52
Die Fußball-Landesliga Westpfalz 1951/52 war die letzte Spielzeit der Landesliga als der höchsten Amateur-Spielklasse des Südwestdeutschen Fußballverbandes für den Raum Westpfalz. Die Liga war unterhalb der damaligen 2. Liga Südwest angesiedelt. Zur folgenden Saison wurden die drei Landesligen des Südwestdeutschen Fußballverbandes (Rheinhessen/Nahe, Westpfalz und Vorderpfalz) zur 1. Amateurliga Südwest zusammengelegt.
Meister wurde der SC West Kaiserslautern, der zwar nicht in die 2. Liga Südwest aufstieg, sich aber genau wie der TuS 1882 Hochspeyer, der SV Alsenborn und die SG Waldfischbach für die neue eingleisige 1. Amateurliga Südwest qualifizierte. Die übrigen Mannschaften wurden der 2. Amateurliga zugeordnet.
Von der Landesligasaison Westpfalz 1951/52 sind nur die Teilnehmer sowie die Belegung der beiden Spitzenplätze überliefert:
| Pl. | Verein                 |
| --- | ---------------------- |
| 1.  | SC West Kaiserslautern |
| 2.  | TuS 1882 Hochspeyer    |
|     | SV Alsenborn           |
|     | SG Waldfischbach       |
|     | SV Brücken             |
|     | TSG Kaiserslautern     |
|     | SV Kübelberg           |
|     | FV Kusel (N)           |
|     | SV Mackenbach          |
|     | SV Niederauerbach (N)  |
|     | MTV Pirmasens (N)      |
|     | FC Rodalben            |
|     | SC Siegelbach          |
|     | SG Thaleischweiler     |

## Deutsche Amateurmeisterschaft
Der SC West Kaiserslautern vertrat den Südwestdeutschen Fußballverband bei der deutschen Amateurmeisterschaft 1952 und schied in der ersten Runde durch eine 1:5-Niederlage gegen Viktoria Alsdorf aus.